# Torsten Laen
Torsten Laen (født 26. november 1979 i Odense) er en dansk tidligere håndboldspiller, der har spillet senest for den danske klub GOG. Han kom til klubben i 2016. Inden sit skifte til KIF Kolding København i 2013 spillede han i Füchse Berlin i den tyske Bundesliga og i den bedste spanske række i BM Ciudad Real. Her kom han til i 2007 efter 10 år hos GOG Svendborg i den danske Håndboldliga. Ved siden af håndbolden har han læst idræt ved Syddansk Universitet.

## Landshold
Laen har pr. januar 2010 spillet 145 kampe på landsholdet og scoret 245 mål. Han har blandt andet været med til at vinde bronze ved såvel EM i 2002 som EM i 2004.

## Efter spillerkarrieren
Efter han afsluttede karrieren har Torsten Laen været indvolveret i Håndbold Spiller Foreningen og Kolding Handicap Idræt.